# If That's Love
If That's Love è un brano musicale della cantante italiana Laura Pausini. È il 4º ed ultimo singolo estratto in America Latina e negli Stati Uniti nel 2003 dall'album From the Inside del 2002. In Europa è il 3º ed ultimo singolo estratto dall'album.

## Il brano
La canzone è scritta da Andrew Logan e Pam Reswick.
Il brano viene trasmesso in radio. Non viene realizzato il videoclip.

## Tracce
CDS - Promo 301081 Warner Music USA
1. If That's Love

CDS - Warner Music USA
1. If That's Love (Suraci & Gemini Club Remix)

33 giri - Promo 301111 Warner Music USA
1. If That's Love (Global Club Mix)
2. If That's Love (T&F Vs Moltosugo Club Mix)
3. If That's Love (DB Boulevard Club Mix)
4. If That's Love (Luca Cassani Club Mix)

33 giri - Promo 301112 Warner Music USA
1. If That's Love (Mike Rizzo Dub Mix)
2. If That's Love (Franck Amoros Chilled Vocal Love Mix)
3. If That's Love (Kelly Pitiuso Dub Mix)
4. If That's Love (Luca Cassani Dub Mix)

Download digitale
1. If That's Love

## Classifiche
Posizioni massime
| Classifica (2003)                   | Posizione |
| ----------------------------------- | --------- |
| Stati Uniti (Dance/Club Play Songs) | 1         |